# Concatedral basílica de Santa María la Mayor (Barletta)

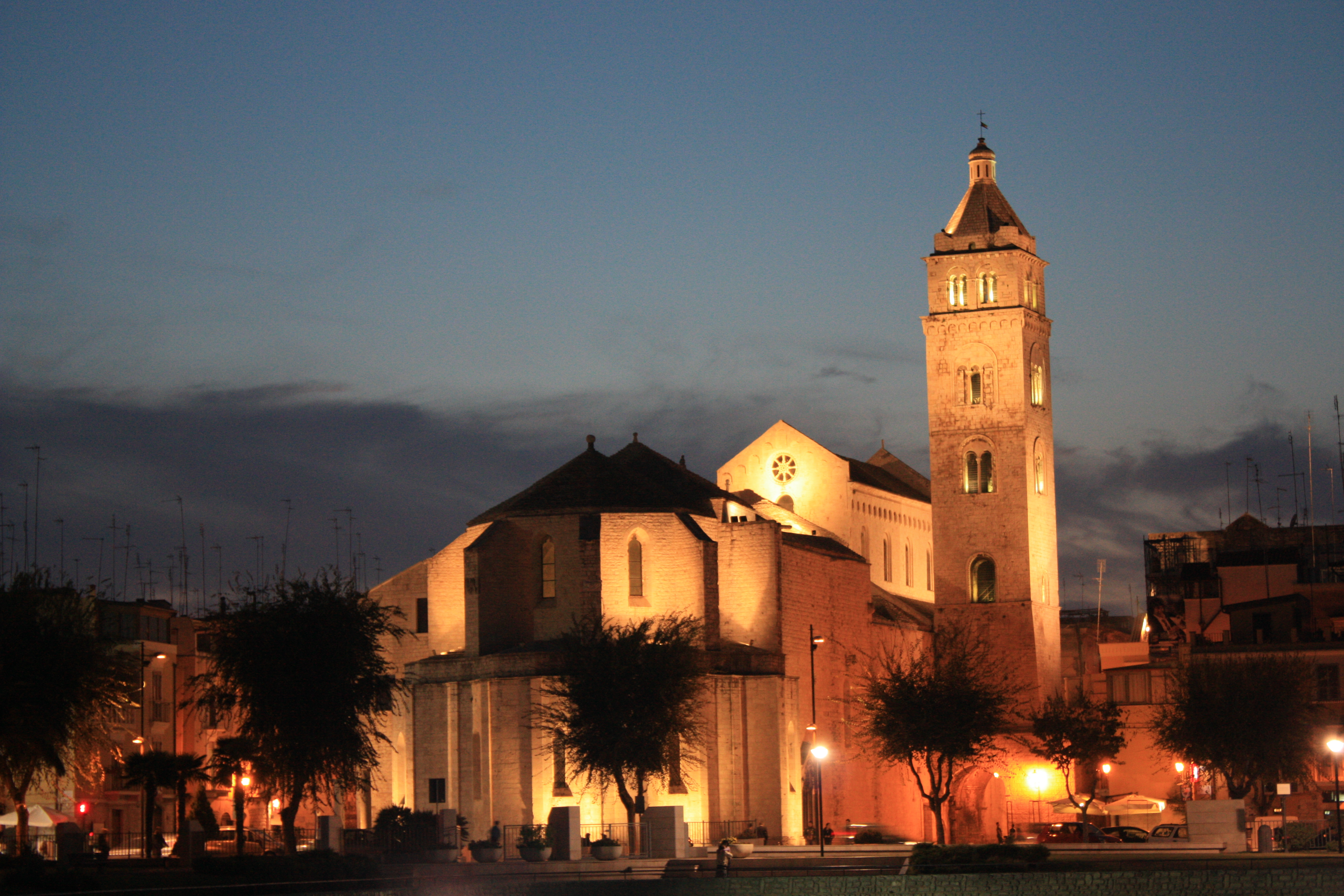
Vista nocturna

La basílica concatedral de Santa María la Mayor (en italiano: Basilica Concattedrale di S. Maria Maggiore) o simplemente catedral de Barletta es una concatedral católica erigida en la ciudad de Barletta, en la región de Apulia, en el sur de Italia. Antiguamente fue la sede de los arzobispos de Barletta y Nazaret, actualmente es una co-catedral de la arquidiócesis de Trani-Barletta-Bisceglie. Fue construida en dos estilos diferentes, románico y gótico, del siglo XII al siglo XIV.
La iglesia ocupa el sitio de antiguas estructuras de hipogeo que datan de finales del siglo IV principios del siglo III a. C., atribuido a un antiguo templo dedicado a Neptuno. Desde el siglo VI d. C. existía una primera basílica paleo-cristiana, con tres naves con ábside central, cinco metros bajo la actual catedral. Después de la destrucción de la antigua Canosa por los invasores musulmanes, numerosos clérigos se trasladaron a la iglesia de Barlettán, que pasó a llamarse Santa María de Auxilio: la estructura del siglo IX tenía un plano de cruz latina, con un mosaico de pavimento.
Una iglesia románica fue construida sobre la preexistente en tiempos normandos (siglo XII), conocida como Sancta Maria Majoris.

## Véase también

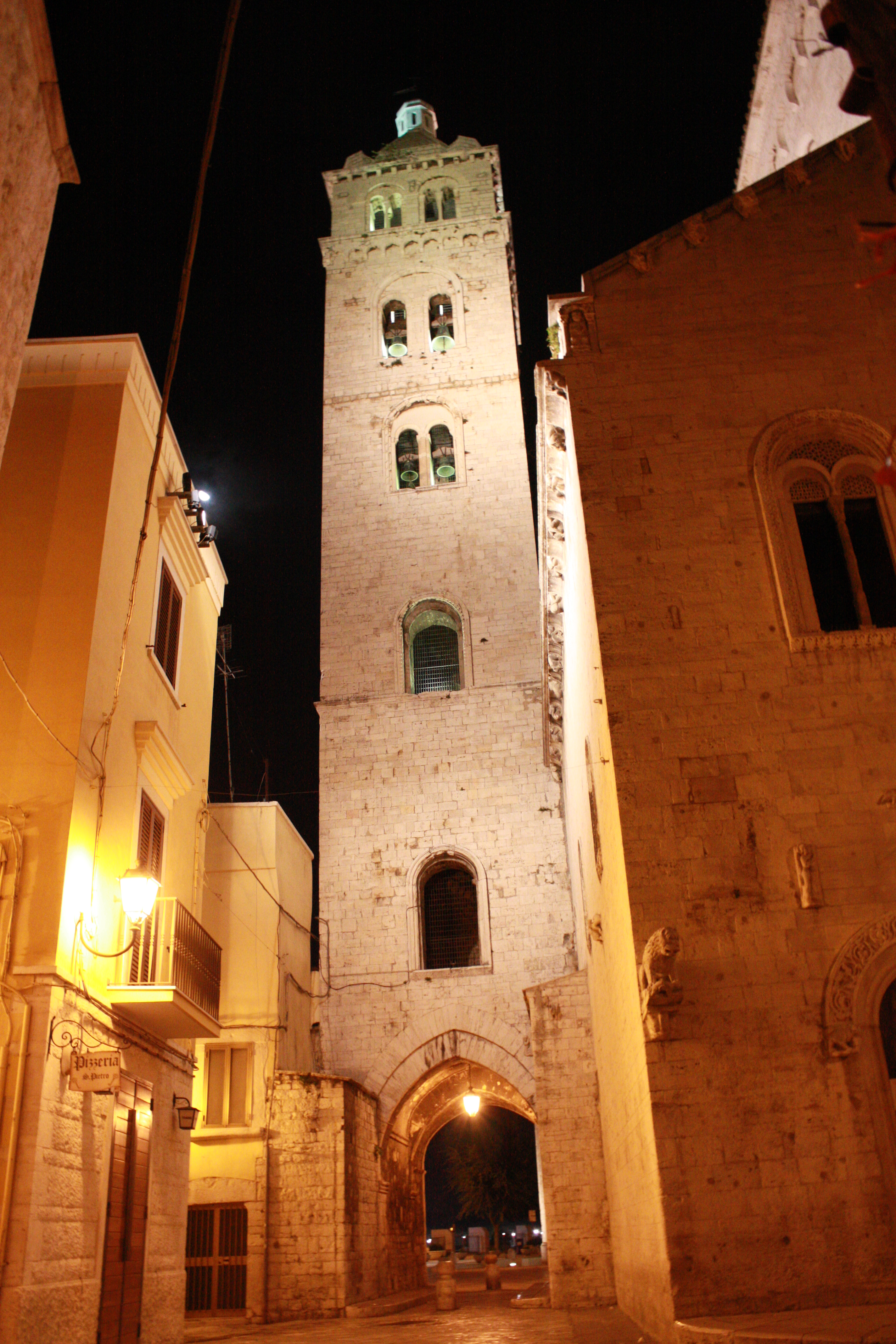
Vista de la torre del campanario